# 奥莉加·阿利莫娃
奥莉加·尼古拉耶芙娜·阿利莫娃（羅馬化：Ol'ga Nikolayevna Alimova；1953年4月10日—）俄罗斯政治家，曾于2011年至2016年和2018年至2021年担任萨拉托夫选区国家杜马议员。她在2021年俄罗斯国家杜马选举中再次当选为国家杜马议员。她是俄罗斯联邦共产党党员，也是该党萨拉托夫支部的领导人。阿利莫娃倡导重新引入死刑。阿利莫娃于2019年10月受到关注，当时她谴责独立电子游戏《与斯大林做爱》“令人恶心”。